# Leslie King (ciclista)
Leslie King (6 de março de 1950 — 28 de outubro de 2009) foi um ciclista trinitário-tobagense que competiu para Trinidad e Tobago nos Jogos Olímpicos de Verão de 1968 e Jogos Olímpicos de Verão de 1972.